# 일리리아 전쟁
일리리아 전쟁(라틴어: Bella Illyrica, 영어: Illyrian Wars)은 기원전 229년부터 기원전 168년 사이에 세 차례에 걸쳐 벌어진 로마 공화정과 일리리아 인들 사이의 발발한 전쟁이다.

## 제1차 일리리아 전쟁

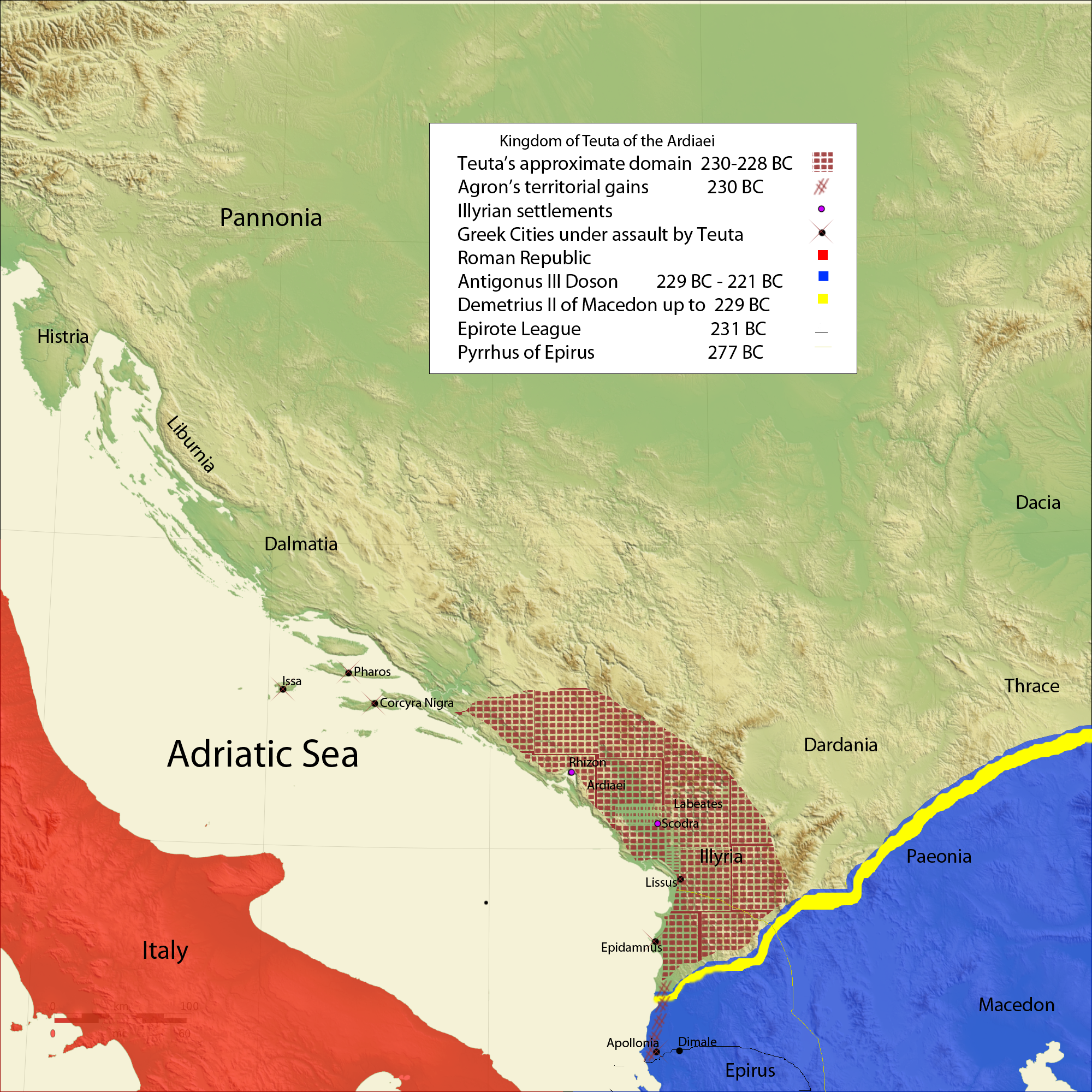
제1차 일리리아 전쟁 발발시
빨강：로마 공화정, 파랑 : 마케도니아 왕국, 망 : 일리리아 왕국

제1차 일리리아 전쟁은 기원전 229년에서 기원전 228년 사이에 행해진 전쟁이다. 제1차 포에니 전쟁 이후 아드리아해를 사이에 둔 교역이 활발해진 로마에게 여왕 테우타 아래에서 세력을 불린 일리리아 왕국의 해적 행위는 절실한 문제였다. 로마 공화정은 일리리아 왕국에 사신을 보내 해적 행위를 단속하도록 요구했지만, 반대로 여왕의 명령으로 대사가 참살되고 만다. 또한 로마의 보호 하에 있는 이탈리아의 상선이 공격을 받자 로마 공화정은 두 명의 집정관 루키우스 포스투미우스 알비누스와 그나에우스 풀비우스 켄투말루스가 이끄는 로마 함대를 보내 제1차 일리리아 전쟁이 시작되었다. 로마 군대는 아드리아 해 연안의 그리스 식민 도시인 에피다우룸, 아폴로니아, 코르키라, 파로스섬 등에서 일리리아 인을 제거하고 로마의 보호령으로 삼는 동시에 파로스의 데메트리우스를 일리리아 왕국의 새로운 왕으로 세웠다.

## 제2차 일리리아 전쟁

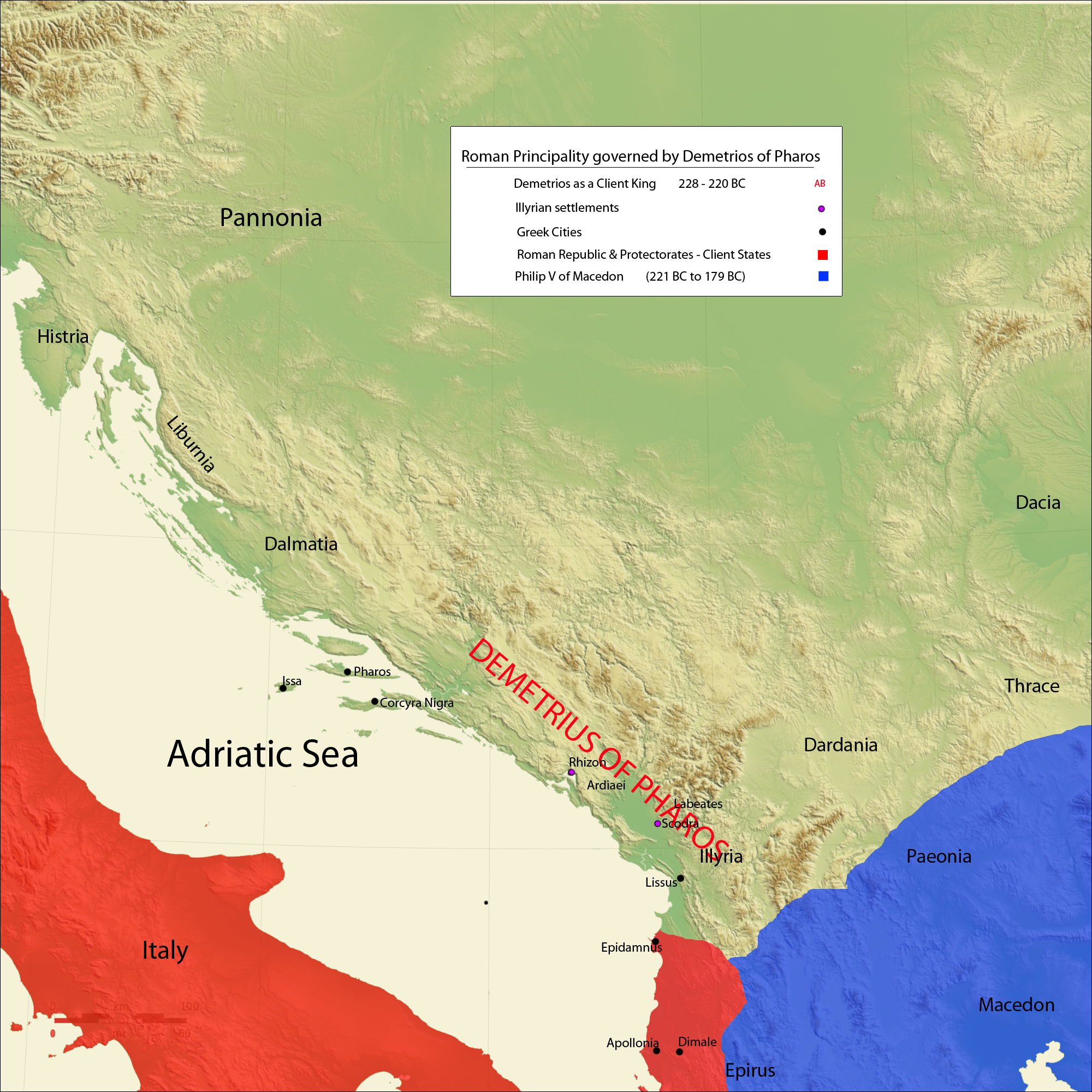
제2차 일리리아 전쟁 발발시
빨강：로마 공화정, 파랑: 마케도니아 왕국

제2차 일리리아 전쟁은 기원전 220년부터 기원전 219년 사이에 벌어진 전쟁이다. 이 시기에 로마 공화정은 제2차 포에니 전쟁에서 카르타고와 싸웠을 뿐만 아니라 갈리아 키살피나에서 켈트 족과도 싸우고 있었다. 아드리아해를 제압하던 로마의 군사력이 허술하게 된 것을 기회로, 일리리아 왕국의 데메트리우스 왕은 90척의 군선을 건조하여 로마에 전투를 도발한다. 일리리아 함대는 먼저 피로스를 덮쳐 50척의 배를 나포했다. 데메트리우스는 일리리아 함대를 둘로 나눠, 1대에 아드리아 해를 넘어 펠로폰네소스반도의 동쪽에 있는 키클라데스 제도를 공격하게 한다. 로마의 집정관 루키우스 아이밀리우스 파울루스가 이끄는 로마 함대는 일리리아의 보호가 얇아진 이 기회를 놓치지 않고 아드리아 해안의 요새 도시 디말레와 파로스를 덮쳐 함락시킨다. 로마 군대는 일리리아 함대를 추적해 갔으며, 데메트리우스는 마케도니아 왕국의 필리포스 5세에게 망명했다.

## 제3차 일리리아 전쟁
제3차 일리리아 전쟁은 기원전 168년에 행해진 전쟁이다. 일리리아의 왕 겐티우스는 기원전 171년에 발발한 제3차 마케도니아 전쟁에서 로마 측의 군대에 합류했다. 그러나 기원전 169년이 되자, 갑자기 로마에 반기를 들었고 마케도니아 왕국의 페르세우스에게 가담한다.
기원전 168년, 겐티우스는 로마 공화정의 통치 하에 있던 아폴로니아와 디라키움의 도시를 파괴 함과 동시에 2명의 로마의 사절을 포로로 잡았다. 그리하여 제3차 일리리아 전쟁이 발발한다. 겐티우스는 로마의 집정관 루키우스 아니키우스 갈루스가 이끄는 군단에 패배를 당했고, 기원전 167년에 로마에서 거행된 아니키우스 갈루스의 개선식에 포로로 구경거리가 되었다.

## 같이 보기
- 이탈리아의 알바니아 침공